# Fazenda Cabras
A Fazenda Cabras ou Fazenda das Cabras é uma fazenda localizada no distrito de Joaquim Egidio, em Campinas, SP. Com origens que remontam ao século XVIII, foi destinada inicialmente à criação de gado, transformando-se posteriormente em uma grande produtora de café. Atualmente funciona como casa de eventos e passeios eco-pedagógicos.

## História

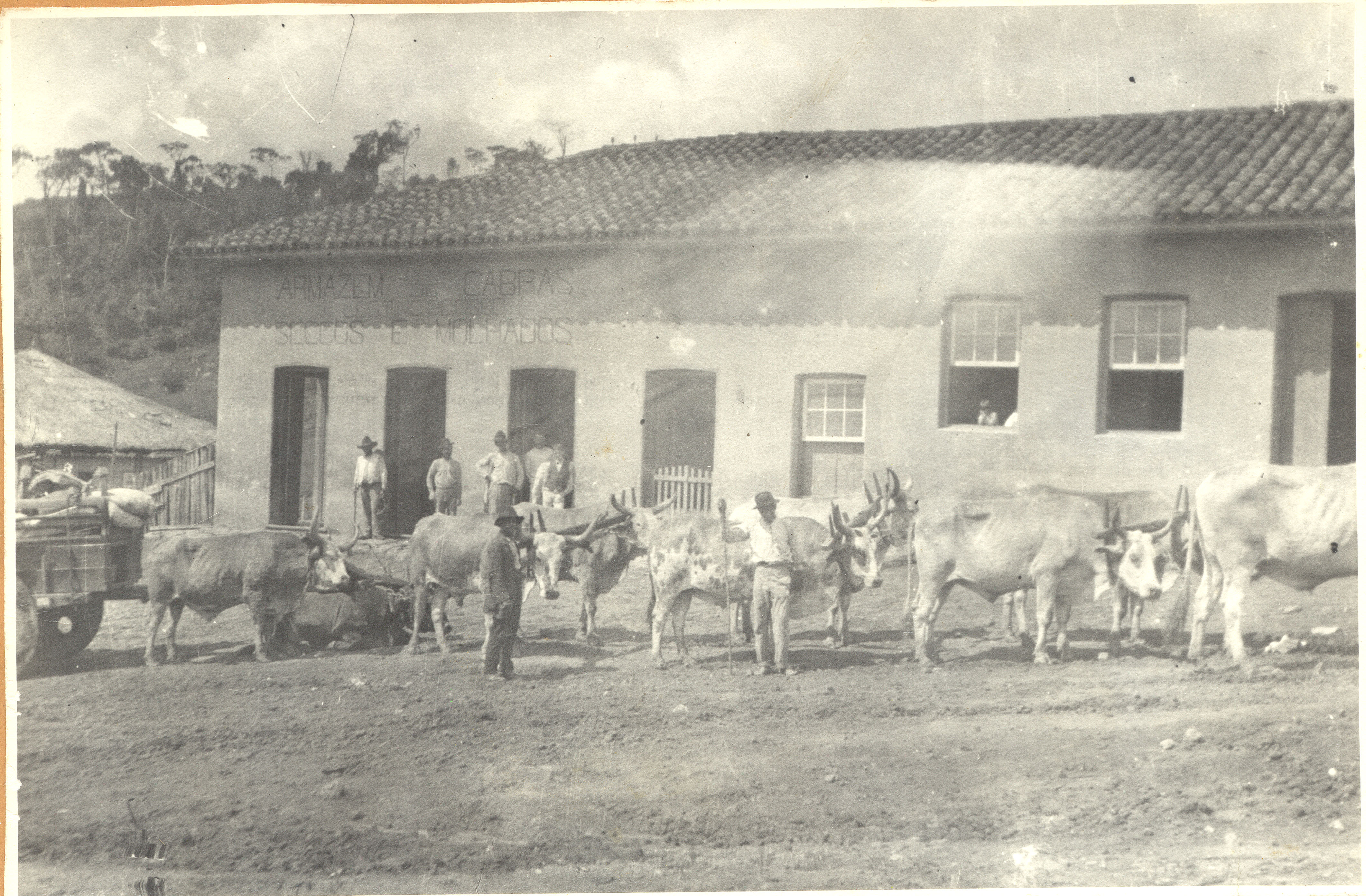
Fazenda das Cabras (1918).

Fundada em 1798 pelo brigadeiro José Joaquim da Costa Gavião, a Fazenda das Cabras está situada às margens do ribeirão das Cabras, ao pé da serra de mesmo nome.

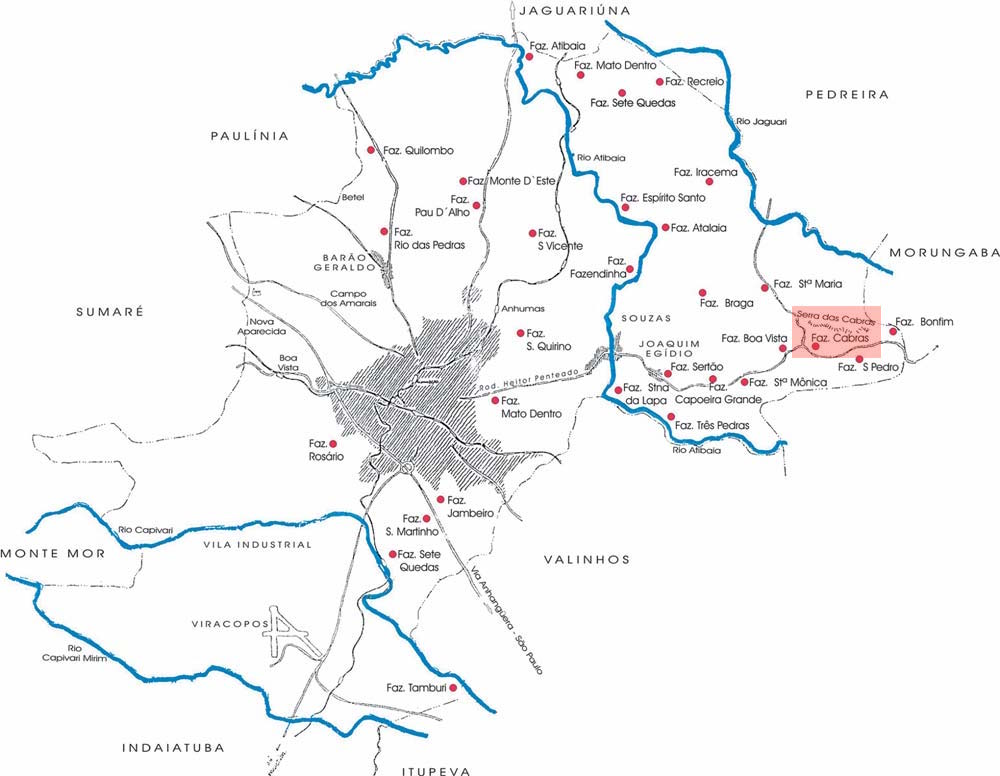
Mapa de localização das fazendas inventariadas da região de Campinas. Redesenho de Débora Sanches sobre desenhos de implantação das sedes executados pelo arquiteto Antônio Luiz de Andrade (1973, 1976–). Arquivo do Condephaat.

Em 1820, com o desmembramento das Sesmarias do Sertão, foi vendida com toda área do latifúndio para o capitão-mor Floriano de Camargo Penteado.
Em 1890, a Baronesa de Itatiba, Ana Francisca de Paula Camargo (filha de Floriano de Camargo Penteado), herda a propriedade. Curioso fato é que seu marido, o Barão de Itatiba, era também enteado de Floriano de Camargo Penteado.

Em 1894, foi servida com uma estação da Cia. Ramal Férreo Campineiro.

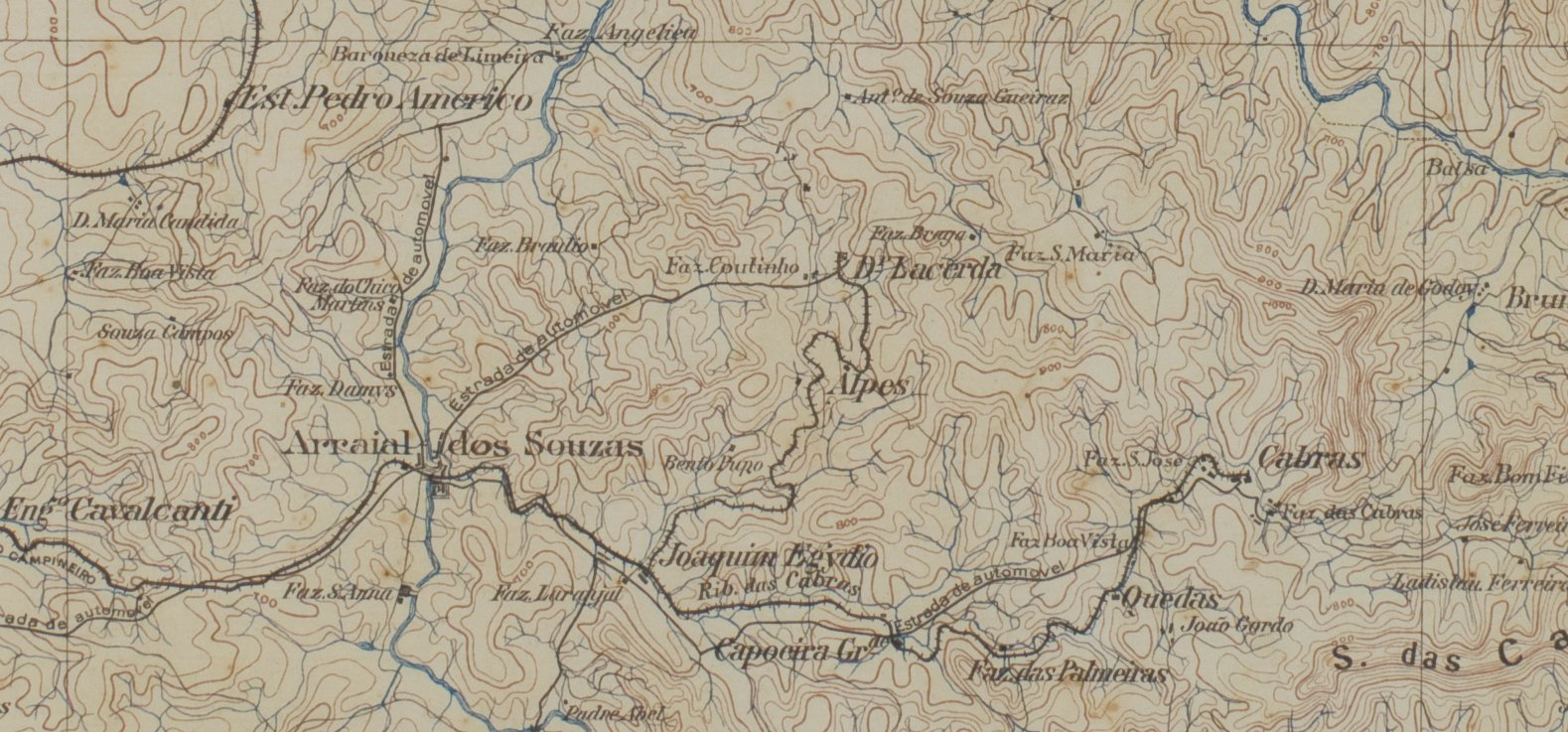
Mapa de 1925 mostra a estação do bairro das Cabras, entre outras estações do Ramal Férreo Campineiro (1894-1912). (Comissão Geografica e Geologica do Estado de São Paulo, 1925)

Em 1900, como fazenda de café, pertencia a Fausto Ferreira (neto do Barão de Itatiba), produzindo 14 mil arrobas. Em 1914, ainda pertencente ao mesmo proprietário, com 306 alqueires de terras e 335 mil pés de café. Após sua morte, pertenceu à viúva Ofélia Ferreira & Filhos, com luxuosa casa-sede, contendo na porta principal a data de 1883.
Na década de 1980, pertencia ao proprietário Raul Diederichsen, com móveis e obras de arte. Raul Diederichsen era filho de Arthur de Aguiar Diederichsen (de Santos, fazendeiro) e sua avó, Francisca Carolina da Costa Aguiar de Andrade, era bisneta de José Bonifácio de Andrade e Silva, o Patriarca da Independência do Brasil.
Atualmente a fazenda funciona como casa de eventos, promovendo casamentos, aniversários, batizados, bodas, eventos corporativos e também oferecendo passeios eco-pedagógicos.

## Estrutura
A fazenda de café é um complexo que abrange as terras reservadas ao cafezal, às matas e a outros cultivos; as instalações de beneficiamento do café; e as habitações.
O núcleo industrial e outras edificações vinculadas à produção cafeeira como a tulha, a casa das máquinas e armazéns foram construídos em 1877.  

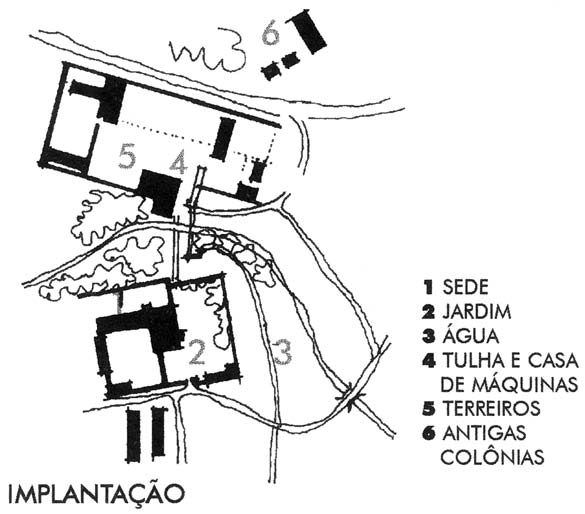
Conjunto cafeeiro da Fazenda Cabras, distribuído em três secções: sede e seus anexos, setor de trabalho, e antiga colônia. Redesenho de Débora Sanches sobre desenhos de Antônio Luiz de Andrade (1973, 1976–). Arquivo do Condephaat.

### Sede
A casa sede foi erguida em 1883. Residência assobradada implantada em meia encosta, portanto melhor adaptada às irregularidades da topografia local. Essa disposição topográfica exige estruturas de embasamento especiais, definidas quase sempre por muros de contenção e por grossas paredes de taipa de pilão. Sobre esse embasamento, repousa a estrutura da gaiola, formada por esteios, baldrames e frechais, da técnica do pau-a-pique. 
Sua imponência e requinte da época colonial ainda podem ser admirados nos dias de hoje.

### Terreiro
O terreiro, cercado por muros de taipa de pilão, era deslocado do conjunto.

### Senzala
O trabalho escravo foi a viga mestra da fazenda de café por muitas décadas. No inventário do barão de Itatiba, feito entre 1882 e 1885, a Fazenda das Cabras possuía 103 escravos. Das senzalas destinadas a abrigar essa numerosa escravaria, poucos vestígios chegaram até nós, atualmente ficando reduzidas a restos arqueológicos. A entrada de mão-de-obra assalariada e a abolição da escravatura fizeram as senzalas perderem sua função e existência.

### Colônia
A presença da mão-de-obra estrangeira e assalariada nas fazendas trouxe um novo elemento à paisagem rural: a colônia, conjunto de moradias originalmente reservadas aos trabalhadores imigrantes. Na Fazenda das Cabras, a preferência foi situar as colônias numa área distante, fora do contexto original da sede.